# Madeline Bell
Madeline Bell (Newark, 23 de julio de 1942) es una cantante estadounidense de soul, reconocida por su carrera en el Reino Unido durante las décadas de 1960 y 1970 con el grupo de pop Blue Mink y por sus colaboraciones con artistas como The Rolling Stones, Roger Waters, John Paul Jones, Donna Summer, Dusty Springfield, Serge Gainsbourg, Elton John, Kiki Dee y Lesley Duncan.

## Biografía

### Inicios
Bell nació en Newark, Nueva Jersey. Inicialmente trabajó como cantante de sesión con artistas como Dusty Springfield y Donna Summer. Su primer gran éxito en solitario fue una versión del sencillo de Dee Dee Warwick "I'm Gonna Make You Love Me", que tuvo un mejor rendimiento en la lista Billboard Hot 100 que el original.
En 1968 Bell colaboró en algunas canciones de Serge Gainsbourg, incluyendo "Comic Strip", "Ford Mustang" y "Bloody Jack". También aportó los coros en la canción de los Rolling Stones "You Can't Always Get What You Want".
Más adelante se unió al grupo de pop contemporáneo Blue Mink, con el que tuvo varios éxitos en el Top 20 de Philips Records en el Reino Unido, incluyendo "Melting Pot", "Our World", "Randy", "Banner Man", "Good Morning Freedom", "Sunday", "By The Devil I Was Tempted" y "Stay With Me". Antes de unirse a Blue Mink a finales de 1969 cantó en solitario, y sus versiones de "Picture Me Gone" y "What Am I Supposed To Do" (coescrita por el futuro miembro de Led Zeppelin, John Paul Jones), lograron cierta repercusión en tierras británicas.
Bell también participó como corista en varias grabaciones de otros artistas Kiki Dee, Lesley Duncan, Hummingbird, Bryn Haworth, Cerrone, Elton John y Space, banda con la que llegó a grabar cuatro álbumes. En la década de 1980 se dedicó principalmente a aportar su voz en bandas sonoras y en campañas publicitarias. La artista experimentó un resurgimiento en las décadas posteriores, publicando cerca de una veintena de álbumes como solista y realizando presentaciones especialmente en territorio europeo tras radicarse en España.

## Discografía

### Como solista
- 1967: Bell's a Poppin' (Philips)
- 1968: Doin' Things (Philips)
- 1971: Madeline Bell (Philips)
- 1973: Comin' Atcha (RCA Victor)
- 1976: This Is One Girl (Pye)
- 1988: Beat out That Rhythm on a Drum (Koch Jazz)
- 1992: City Life (BBC Radio 2)
- 1993: Madeline (Four Corners)
- 1993: Have You Met Miss Bell (Polydor)
- 1995: Girl Talk (Willibrord)
- 1995: Christmas Card (Willibrord)
- 1998: Yes I Can: A Melting Pot (International Music Management)
- 2000: Blessed (Baileo Music Productions B.V.)
- 2004: Blue Christmas (Baileo Music Productions B.V.)
- 2011: Tribute to Ray Charles (Baileo Music Productions B.V.)
- 2013: Together Again (Angel Air)
- 2014: Singer: The Musical (Proper)

### Con Space
- 1977: Magic Fly (Vogue)
- 1977: Deliverance (Vogue)
- 1978: Just Blue (Vogue)
- 2011: From Earth To Mars (RDS Records)